# حمض الكالسيترويك
حمض الكالسيترويك (Calcitroic acid) وهو مستقلب من الكالسيتريول (1α,25-dihydroxyvitamin D3). يتم تشكلة بتحفيز من إنزيم (كالسيتريول 24-هيدروكسيلاز). يعتبر حمض الكالسيترويك قابل للذوبان بالماء ويطرح مع البول.
1. ↑  "معلومات عن حمض الكالسيترويك على موقع pubchem.ncbi.nlm.nih.gov". pubchem.ncbi.nlm.nih.gov. مؤرشف من الأصل في 2021-01-17.
2. ↑  "MBLYZRMZFUWLOZ-ZTIKAOTBSA-N"%5bInChIKey%5d "معلومات عن حمض الكالسيترويك على موقع ncbi.nlm.nih.gov". ncbi.nlm.nih.gov. مؤرشف من "MBLYZRMZFUWLOZ-ZTIKAOTBSA-N"%5bInChIKey%5d الأصل في 2021-05-10.